# Nkondjock
 (juin 2014).
Si vous disposez d'ouvrages ou d'articles de référence ou si vous connaissez des sites web de qualité traitant du thème abordé ici, merci de compléter l'article en donnant les références utiles à sa vérifiabilité et en les liant à la section « Notes et références ».
Nkondjock est une commune du Cameroun située dans la région du Littoral et le département du Nkam, tout près de Ndobian. C'est une zone très enclavée à cause du manque de routes et surtout d'industries. Durant la saison des pluies, cette ville est coupée de son chef-lieu de département Yabassi.

## Géographie
La localité de Nkondjock est située sur la route provinciale P15 à 92 km an nord du chef-lieu départemental Yabassi.
| Nkongsamba I | Bakou     | Nord-Makombé |
| Eboné        | Nkondjock | Yingui       |
|              | Yabassi   | Yingui       |

### Géologie et relief
La carte topographique (Ndikiniméki 4c) qui couvre partiellement la région de l’opération Yabassi-Bafang (projet de mise en valeur du territoire), ne comporte pas de courbes de niveau sur toute sa surface ; en plus, certains documents, qui font l’état du milieu physique de la région, présentent le relief de façon sommaire. Ainsi la zone de l’opération Yabassi-Bafang, située au sud des hauts plateaux de l'ouest, est délimitée au nord par la courbe 1 000 m. Les altitudes varient entre 991 m en bordure du plateau de l'ouest, 550 m autour de Nkondjock, et 324 m vers Mandia ; soit une altitude moyenne de 600 m. Le nord de l'arrondissement communique difficilement avec le plateau bamiléké qui s'élève en un rebord particulièrement abrupt.
Le relief est très morcelé par des vallées étroites et taillées de petits sommets polyconvexes, où les pentes supérieures à 25 % ne sont pas rares, surtout aux abords des hauts plateaux. Le relief est cependant moins accidenté par rapport aux hauts plateaux de l’ouest dont les altitudes cumulent parfois à 2 000 m. Du fait de cette proximité, la région  subit des influences climatiques de ces derniers.
Les sols de la zone de l'opération sont dans l'ensemble sablonneux, reposant pour la plupart sur du gneiss peu fertile et convenant à certaines cultures. Toutefois, on y rencontre, de façon dispersée, des sols sur des roches éruptives récentes, se présentant sous forme de plateaux basaltiques (Sohock, Nkondjock, Ndockban).
Sur le plan géologique, le socle granito-gneissique affleure sur une grande partie de la région. Au cours de l'Histoire, ce socle a subi une tectonique cassante, ce qui explique les fractures. Le réseau hydrographique emprunte par secteur ces failles.

### Hydrographie
La région est limitée à l'est par le Makombé et à l'ouest par le Nkam, les deux affluents constitutifs du Wouri.

### Climat
Le climat se caractérise par une chaleur constante (27 °C), une humidité élevée et plus de neuf mois pluvieux par an. Ceci permet un large éventail de cultures sous pluie. Le calendrier agricole peut s'étaler sur toute l'année, permettant aux immigrants d'adapter certaines de leurs cultures d’origine, sans tenir compte des exigences des sols.
Sous la végétation dense et continue de la forêt règne une faune abondante. De par leur nature et leur taille, on y rencontre des oiseaux divers, des rongeurs de toutes sortes, des reptiles et surtout plusieurs espèces de singes.

## Urbanisme
Jusqu'en 1963, la région de Nkondjock est totalement enclavée car aucune route ne la traverse. Il est décidé de créer une route reliant Yabassi à Bafang, et d'échelonner les zones de repeuplement le long de cette voie. En 1965, les travaux routiers commencent, puis suit l'installation de pionniers en 1966. En mettant en exécution ce projet, l'objectif du gouvernement est double : 
- résoudre ne serait-ce que partiellement le problème aigu de la surpopulation du pays bamiléké en installant des agriculteurs provenant de cette région dans le département sous-peuplé du Nkam immédiatement voisin ;
- entreprendre, grâce à cette colonisation rurale, le développement du département du Nkam, qui est depuis cinquante ans économiquement en voie de régression.

## Toponymie
De par la faune abondante présente sur le site, la traduction du nom « Nkondjock » est significative à plus d'un titre : « village des éléphants ». D'autres noms de la région font aussi référence aux animaux, tel « Nkongmalang » qui signifie « village des caméléons ».

## Histoire
Les populations autochtones de Nkondjock sont : Mbang, Dibom, Tongo, Bakwa, Mbiam, Moya, Bandem.
Un récit situe l'origine des Mbang dans la région de Yabassi. Kom Ndik serait l'ancêtre de cinq descendants : Mbang l'aîné, Yabassi, Ndogpenda, Yangom et Yabo.

## Démographie
Lors du recensement de 2005, la commune comptait 17 428 habitants, dont 4 232 pour Nkondjock Ville.
Le nord du Nkam, qui est le principal foyer de peuplement de la région, n'a qu'une population clairsemée. Ainsi, pour la région de Nkondjock, le recensement de 1966/1967 dénombre 4 164 habitants pour les Diboms, soit une densité de 2,4 habitants/km2 ; 5,7 pour l'ensemble du département du Nkam, densité somme toute faible au regard de la densité moyenne du Cameroun en 1970 (12,2 habitants/km2).
Les études réalisées[réf. nécessaire] dans le cadre du projet de colonisation de la région de Nkondjock fournissent aussi des densités faibles sur les M'bang (3 hab/km2). Le gouvernement a donc inscrit dans l'ordre de ses préoccupations d'organiser autant que faire se peut l'émigration bamiléké[réf. nécessaire] vers une zone sous-peuplée proche des zones de départ et dans laquelle les risques de friction avec les populations autochtones sont faibles. Ainsi les immigrants bamiléké désireux de s’installer dans la zone de l'opération ont moins d'une centaine de kilomètres à franchir. C’est cette proximité qui explique a priori l'imposant effectif des Bamiléké dans la région. Dans ce transfert de population de l'ouest vers le Nkam, la distance n'est pas un obstacle d'envergure.

## Population
Pour faire aboutir l'implantation humaine, le gouvernement a obligé les gardes civiques chargés de la pacification de la région à y rester. Ces gardes civiques au nombre de dix-sept, tous en tenue et possédant des armes à feu, doivent d'abord assurer une zone tampon entre l'opération et le département du Ndé, où sévit encore la guérilla. Ces derniers, avec l'arrivée de 72 autres personnes, se convertissent à l'agriculture et créent les premiers villages (N'jingang et Ngoman) en janvier 1966. En 1970, on compte 1 155 recrues dans onze villages.
Pour encourager l’immigration et encadrer les populations, une société de développement est créée par le gouvernement camerounais. Ainsi, les pionniers qui débarquent dans la région ne sont pas des laissés-pour comptes.

## Organisation administrative de la commune
Outre Nkondjock proprement dit, la commune comprend les villages suivants :

### Nkondjock Ville
- Ndock Samba
- Mbema
- Moto Pompe
- New Town
- Quartier Résidentiel
- Centre Commercial
- Nkongmalang
- Sahé

### Bandem rive gauche
- Abinyam (Ndokitti)
- Bindjeng II Bindjeng Pionnier
- Kouédjou
- Makakan
- Matoumbé
- Ndocktiba Autochtonne
- Ndocktiba Pionnier
- Ndogbang
- Nkake
- Tam
- Toumbassala

### Mbang
- Dékoulé
- Didipè
- Dissouck
- Mabombe
- Madip
- Makita
- Male
- Molock
- Manguele I
- Matim
- Mbenga, Mbenga I, Mbenga II, Mbenga III
- Mine
- Ndockban
- Ndockboune
- Ndockmalang
- Ndockomto, Ndockomto I, Ndockomto II
- Ndockouma
- Ngoman
- Nkondock
- Ntounte
- Nylon
- Sohock
- Yadock
- Yamsang

## Chefferies traditionnelles
L'arrondissement de Nkondjock compte deux chefferies traditionnelles de 2e degré reconnues par le ministère de l'administration du territoire et de la décentralisation :
- 436 : Canton Mbang
- 437 : Canton Bandem Rive Gauche

## Mise en valeur du territoire
Pour un projet de mise en valeur régionale comme l'opération Yabassi-Bafang, un organisme de financement et de gestion a été créé. Dans le cas précis de la région de Nkondjock, deux phases de gestion sont à distinguer :

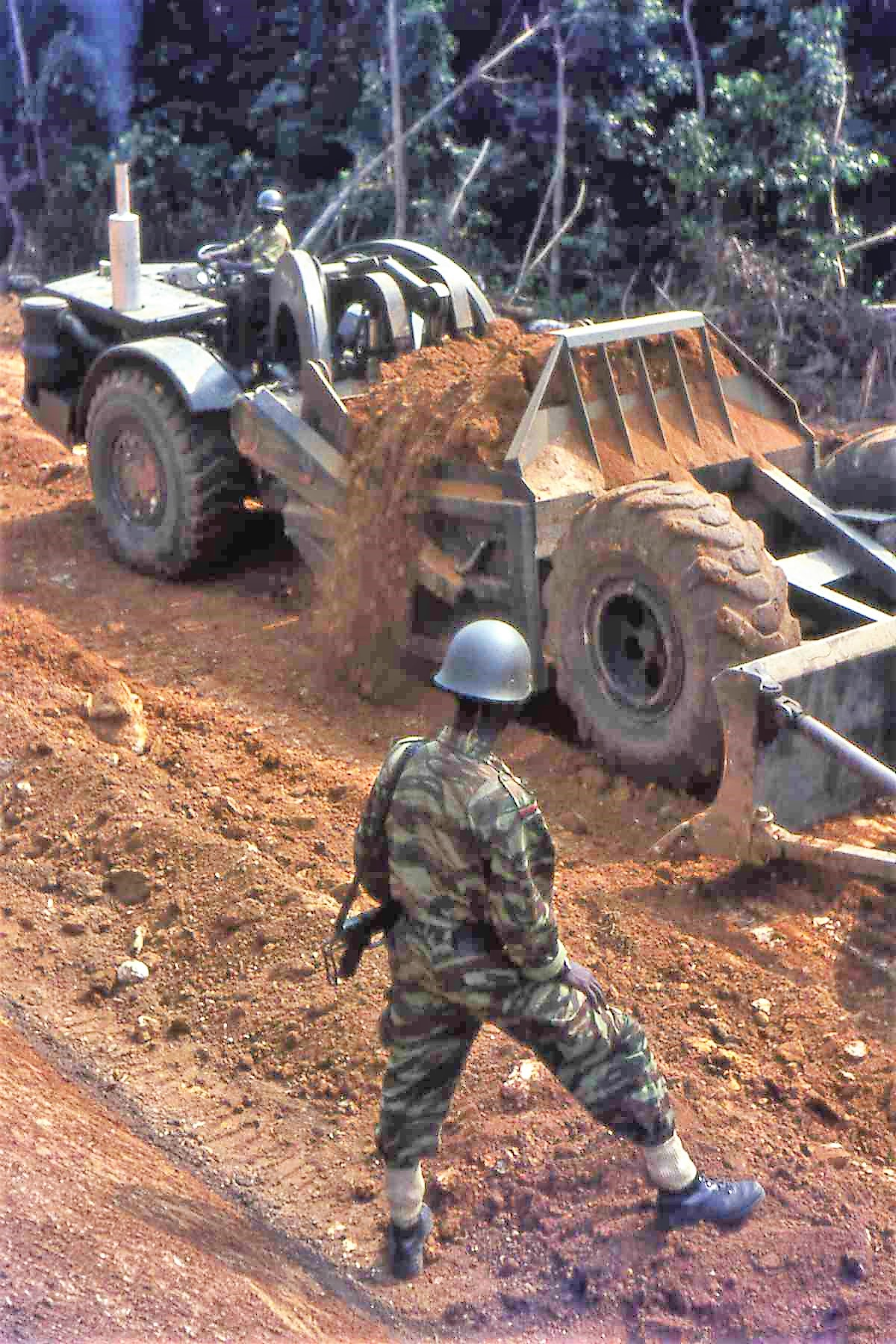
Chantier de l'axe routier Yabassi-Bafang en 1968.

- La première phase, qui va de 1964 à 1969, correspond à l'ouverture de l'axe routier Yabassi-Bafang, à l'installation des pionniers à partir de 1966 et enfin l'élaboration du projet de faisabilité de l'opération, qui a abouti à une structure de gestion : la Scet-coop, organisme français chargé d'encadrer les pionniers sous la tutelle du ministère du plan. La gestion est assurée par cette dernière et le financement est supporté conjointement par l’État camerounais et le Fonds d'aide et de coopération (FAC). À la fin de l'année 1969, la part des dépenses du FAC s'élève à 492,5 millions de francs CFA et celles du Cameroun à 1 085, soit en tout 1 589,5 millions de francs CFA.
- Pendant la seconde phase, commencée en 1970, la gestion est assurée par la Sodenkam et le financement supporté entièrement par le Cameroun.

## Urbanisme et services publics
La localité dispose d'une centrale électrique isolée exploitée par Enéo d'une capacité installée de 300 kW construite en 1997.

## Économie

### Agriculture
Les possibilités culturales sont diverses au regard de la variété des sols et de l'étendue de la zone. Ainsi peut-on y pratiquer la culture de tubercules exigeantes (macabo, taro), des bananiers plantains, d'arbres fruitiers et de quelques céréales (maïs, haricot).
La végétation dominante est la forêt dense : elle couvre pratiquement toute la région de Nkondjock et contient plusieurs essences d'arbres. Ce bois est important dans la construction, comme dans la menuiserie et l'ébénisterie.